# Ostrožská Lhota
Ostrožská Lhota (in tedesco Ostralhota) è un comune della Repubblica Ceca facente parte del distretto di Uherské Hradiště, nella regione di Zlín.